# Генрі Шуман
Генрі Шуман (англ. Henri Schoeman; нар. 10 січня 1985) — південноафриканський тріатлоніст, бронзовий призер Олімпійських ігор 2016 року. Брат плавця Раяна Шумана.

## Виступи на Олімпіадах
| Олімпіада           | Дисципліна | Місце |
| ------------------- | ---------- | ----- |
| Ріо-де-Жанейро 2016 | тріатлон   | 3     |